# Veltenhof-Rühme
Veltenhof-Rühme ist ein Stadtbezirk (Nr. 322, bis November 2006: Nr. 413) Braunschweigs, der die nordnordwestlich gelegenen Stadtteile umfasst.

## Geografie
Der Stadtbezirk grenzt direkt an den Kreuzungsbereich der Autobahnen A 2 und A 391 sowie an die Bundesstraßen B 4 und B 214. Im Südwesten wird er weitgehend durch die Oker und im Osten durch die Schunter begrenzt.
Ortsteile
Im Stadtbezirk Veltenhof-Rühme liegen folgende Ortschaften:
- Rühme
- Veltenhof

sowie der Hafen Braunschweig und das Gewerbegebiet Hansestraße.

## Politik
Zusammen mit den Stadtbezirken Lehndorf-Watenbüttel und Wenden-Thune-Harxbüttel bildet Veltenhof-Rühme den Gemeindewahlbezirk 32. Die Gesamteinwohnerzahl beträgt 5.910.
Bezirksbürgermeister
- Carsten Degering-Hilscher (parteilos)

Wappen
Die Stadtteile Rühme und Veltenhof besitzen eigene Stadtteilwappen.

Rühme
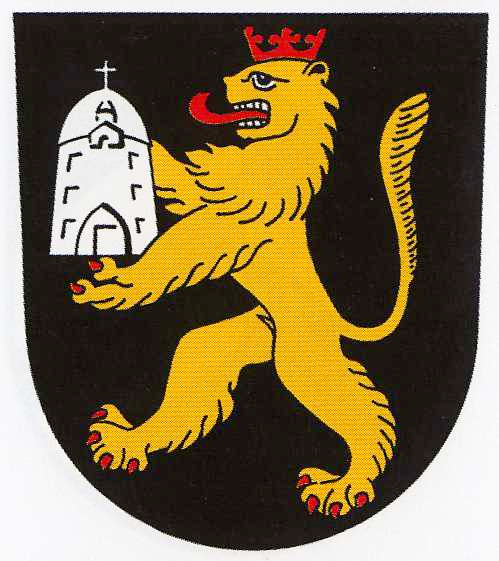
Veltenhof